# Lippeschlösschen
Das Lippeschlösschen (auch Lippeschlößchen) ist ein historisches Gebäude im Süden von Wesel, das heute als Restaurant genutzt wird.

## Lage
Das Lippeschlösschen befindet sich im Ortsteil Lippedorf und ist rund zwei Kilometer vom Weseler Stadtzentrum entfernt. Es liegt direkt südlich des namensgebenden Flusses Lippe. Das Bauwerk liegt am Rand der Bundesstraße 8, welche dort die Lippe überquert. Zwischen dem Lippeschlösschen und der in Luftlinie rund zwei Kilometer entfernten Mündung der Lippe in den Rhein befindet sich der Lippemündungsraum, der durch einen Renaturierungsprozess wieder seine natürliche Form als Auenlandschaft erhält.

## Geschichte
Um 1640 wurde der Grundstein für das spätere Lippeschlösschen gelegt. Für das zwischen 1807 und 1813 entstandene Fort Blücher, das Bestandteil der Festung Wesel war, diente das Lippeschlösschen als Offizierskasino. Zur damaligen Zeit hatte es tatsächlich die bauliche Form eines kleinen Schlosses. Gegen Ende des 19. Jahrhunderts wandelte es sich zu einem Restaurant, das der gesamten Bevölkerung offenstand. Während des Ruhraufstands bezog die Rote Ruhrarmee im März 1920 in der direkten Umgebung des Lippeschlösschens Stellung, um von dort aus die Stadt Wesel zu beschießen. Neben einer schweren Niederlage für die Aufständischen führte dies zu einer starken Zerstörung des Lippeschlösschens. Im Zweiten Weltkrieg wurde es erneut stark zerstört.
1957 wurde das Lippeschlösschen wieder aufgebaut und erneut als Gaststätte eingerichtet. In den 1960er und 1970er Jahren wurde es als auch überregional bekanntes Tanzlokal betrieben. Danach wurde es wieder zum reinen Restaurantbetrieb.